# Большая Каменка (приток Белой)
Большая Каменка — река в России, протекает по Змеиногорскому и Курьинскому районам Алтайского края. Устье реки находится в 74 км от устья реки Белой по левому берегу. Длина реки составляет 11 км.

## Данные водного реестра
По данным государственного водного реестра России относится к Верхнеобскому бассейновому округу, водохозяйственный участок реки — Обь от слияния рек Бия и Катунь до города Барнаул, без реки Алей, речной подбассейн реки — бассейны притоков (Верхней) Оби до впадения Томи. Речной бассейн реки — (Верхняя) Обь до впадения Иртыша.